# Lago di Hallstatt
Il lago di Hallstatt (in tedesco Hallstätter See) è un lago situato in Austria nella regione dell'Alta Austria, che prende nome dalla principale cittadina che vi si affaccia, nella regione del Salzkammergut. Il lago, ai piedi dei monti del Dachstein è formato dal fiume Traun, affluente del Danubio.